# La Tinaja
La Tinaja, situada en una parcel·la amb el mateix nom dins del Parc de l'Oest de Madrid, és una xemeneia de cocció de ceràmica amb forma de tenalla invertida feta de maó. Forma part del complex de l'antiga Reial Fàbrica de la Moncloa, que van recuperar Daniel i Guillermo Zuloaga en 1874 i van compartir després amb l'Escola de Ceràmica, fundada per Francisco Alcántara en 1911 i traslladada a l'entorn de la Tinaja en 1914. A la seua base s'aprecien diferents contraforts que donen suport a l'estructura.